# Enregistrement, évaluation et autorisation des produits chimiques
Pour les articles homonymes, voir Reach.
 (septembre 2016).
Enregistrement, évaluation, autorisation et restriction des substances chimiques — en anglais : Registration, Evaluation, Authorization and restriction of CHemicals (REACH) — est un règlement du Parlement européen et du Conseil de l'Union européenne, adopté le 18 décembre 2006, qui modernise la législation européenne en matière de substances chimiques, et met en place un système intégré unique d'enregistrement, d'évaluation et d'autorisation des substances chimiques dans l'Union européenne.
Son objectif est d'améliorer la protection de la santé humaine et de l’environnement, tout en maintenant la compétitivité et en renforçant l'esprit d’innovation de l'industrie chimique européenne. Dans plusieurs domaines concurrentiels, durant sa négociation (de 2001 à 2006), ce règlement a suscité contre lui une « bataille des lobbies », équilibrée selon L. Bu par le contre-lobbying de quelques grandes ONG impliquées dans le processus.
La réglementation donne un résultat mitigé puisque de nombreuses entreprises ne la respectent pas : en novembre 2018, le directeur de l’Agence européenne des produits chimiques (AEPC) admet que les deux tiers des dossiers instruits par ses services ne sont pas conformes à la réglementation REACH.

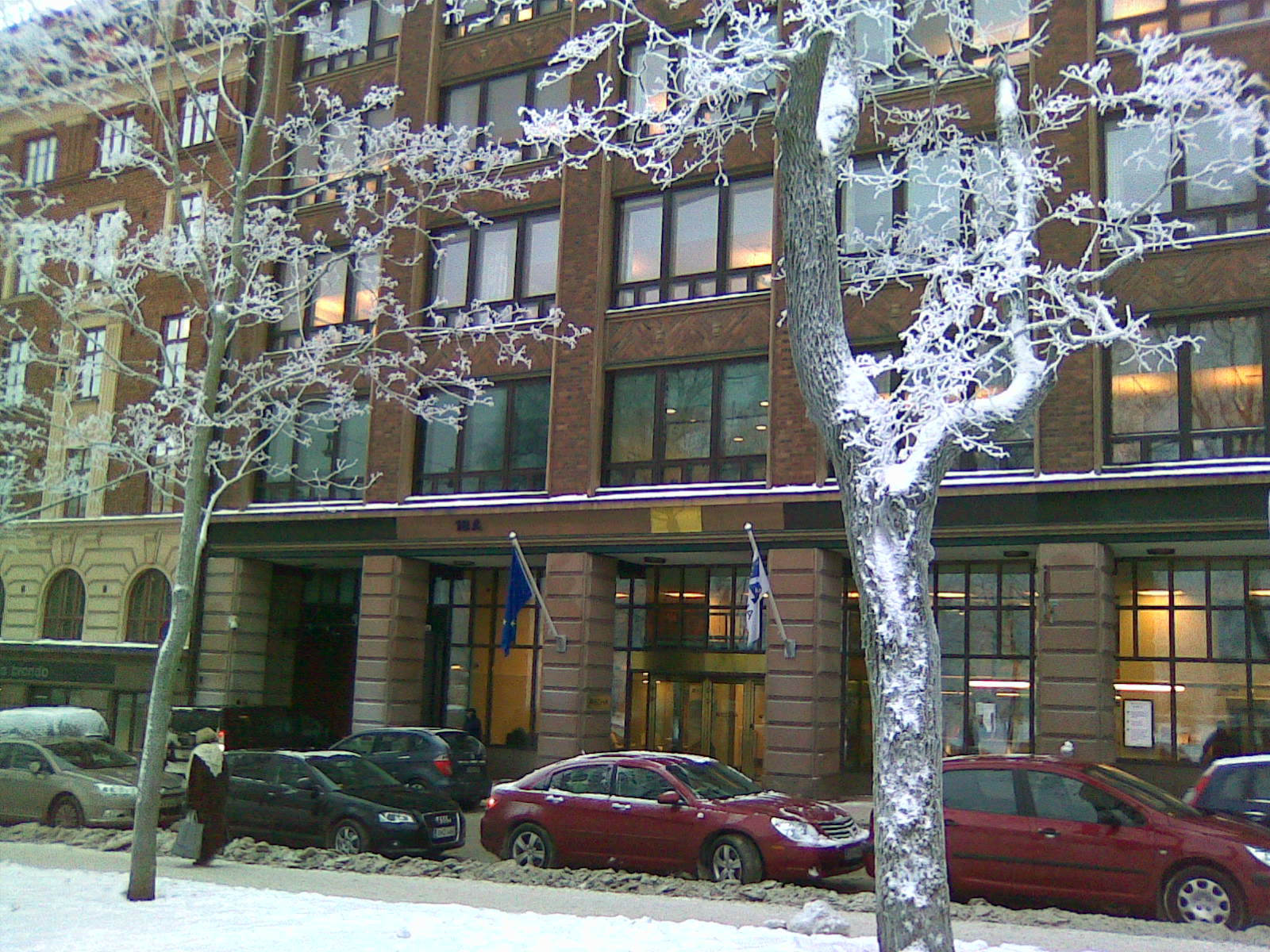
Les locaux de l'Agence européenne des produits chimiques à Helsinki.

## Évolution

### Historique
La politique de l'Union européenne concernant les substances chimiques repose sur quatre directives principales :
- la directive 67/548/CEE du 27 juin 1967[4] ;
- la directive 76/769/CEE du 27 juillet 1976[5] ;
- la directive 88/379/CEE du 7 juin 1988[6] ;
- le règlement (CEE) no 793/93 du 23 mars 1993[7].

En 1981, une distinction est faite entre « substances chimiques existantes » et « substances chimiques nouvelles ».
Les importateurs et les fabricants doivent notifier les nouvelles substances. Celles-ci doivent obéir à la directive 67/548/CE, qui, depuis un amendement de 1993, exige en plus tests et évaluation des risques pour la santé humaine et l'environnement, lorsque la commercialisation prévoit des quantités supérieures ou égales à 10 kg/an. En dessous de ce seuil, une réglementation spéciale est prévue. Notification et évaluation ne signifient pas pour autant que les nouvelles substances ne sont pas dangereuses.
Durant les années 1990 un programme sur les produits existants a été introduit. En 1993, le règlement (CEE) no 793/93 prévoit l'évaluation des cent mille substances existantes, chaque État membre se répartissant les substances prioritaires : soit 141 entre 1994 et 2004.
Le nombre de substances existantes déclaré en 1981 était de 100 106. En décembre 2005 il était de 100 204 : il s'agit d'une liste close. En 2001, 2 700 substances nouvelles sont répertoriées, 4 000 environ en 2005.
En 1998, le Conseil des ministres de l'environnement de l'Union européenne s'engage à évaluer le fonctionnement des instruments juridiques de contrôle des substances chimiques dans la Communauté, ce qui aboutit en février 1999 à une vaste réunion à laquelle participent scientifiques, responsables de réglementation, industriels, ONG de protection de la nature et de défense des consommateurs.
En février 2001 est publié le Livre Blanc de la Commission européenne : « Stratégie pour la future politique dans le domaine des substances chimiques ». Ce livre a conclu à la nécessité d'une réforme de la législation afin d' « assurer un niveau élevé de protection de la santé humaine et de l'environnement », tout en permettant de « garantir le bon fonctionnement du marché intérieur et de veiller à la compétitivité de l'industrie chimique » de l'Union européenne. Il envisage la création d'un nouveau système de contrôle des substances chimiques dont l'objectif principal est «  de garantir une information adéquate et accessible à tous, ainsi qu'une gestion appropriée des risques présentés par les substances existantes et par les substances nouvelles ». Ce système, appelé REACH, fonctionne sur la base d'une instance d'enregistrement, une autre d'évaluation et une dernière d'autorisation des substances. Un des principaux problèmes révélé par l'étude était que les substances existantes n'étaient pas soumises aux mêmes exigences d'essai que les nouvelles, conduisant à une méconnaissance générale des propriétés et des utilisations de ces premières. De plus ce sont les autorités qui étaient chargées de l'évaluation au lieu des entreprises qui produisaient, importaient ou utilisaient les substances. La législation requérait uniquement des informations de la part des fabricants et des importateurs de substances, et pas des utilisateurs situés en aval (utilisateurs industriels et formulateurs). Enfin cette méconnaissance était aussi considérée comme un frein à la recherche et à l'innovation industrielle, dans la mesure où les industriels préfèrent utiliser les substances « existantes » car moins chères.  
Une proposition de législation paraît le 29 octobre 2003, instituant une agence européenne des produits chimiques et modifiant la directive 1999/45/CE et le règlement (CE) sur les polluants organiques persistants. La Commission européenne adopte le projet de règlement REACH.
La proposition de règlement a été votée le 17 novembre 2005 par le Parlement européen et a été adoptée en deuxième lecture le 13 décembre 2006. Le règlement entre en application progressivement à partir de 2007.
Après d'intenses négociations entre la Commission, le Parlement, les États membres de l'Union européenne et les parties intéressées, les derniers points faisant débat concernaient une éventuelle simplification de la déclaration des substances de faible volume, et les modalités d'autorisation des substances préoccupantes (cancérogènes, mutagènes, reprotoxiques, etc.).

### Principales dispositions du règlement n° 1907/2006
Le règlement vise progressivement à supprimer dans l'Union européenne les substances chimiques les plus dangereuses. Pour cela, la charge de la preuve de l'innocuité des produits chimiques couramment utilisés est inversée : c'est à l'industriel (et l'importateur) de démontrer l'innocuité de ces substances pour l'homme et la nature, par des études sur les risques sur la santé humaine et sur l'environnement, avant leur mise sur le marché ou leur utilisation. Il dispose, en son article premier : 

« Il incombe aux fabricants, aux importateurs et aux utilisateurs en aval de veiller à fabriquer, mettre sur le marché ou utiliser des substances qui n’ont pas d’effets nocifs pour la santé humaine et l’environnement. Ces dispositions reposent sur le principe de précaution. »

REACH vise toutes les substances chimiques, produites ou importées, existantes ou nouvelles, à partir d'un volume annuel supérieur à une tonne, soit trente mille substances (parmi les plus de cent mille utilisées en Europe et sur plusieurs dizaines de millions de substances chimiques existantes selon Fabrice Nicolino,). 
Une Agence européenne des produits chimiques enregistrera les molécules, les fera évaluer et les enregistrera dans une base de données accessible aux entreprises, aux particuliers et aux ONG.
Certaines substances sont soumises à une autorisation spécifique :
- celles classées CMR 1 ou 2 ; cancérigène, mutagène, repro-toxique (dont perturbateurs endocriniens)
- celles les plus nocives pour l'environnement, c'est-à-dire :
  - persistant, bioaccumulable, toxique pour l'environnement (substances PBT)
  - ou very Persistant, very Bioaccumulable (vPvB)
- et celles que l'Agence estime présenter un risque très élevé (l'Agence se réserve le droit de définir elle-même quelles substances doivent être soumises à autorisation).

Ces substances soumises à autorisation sont considérées préoccupantes et doivent être régularisées dans un délai de trois ans et demi à compter du 1er juin 2007 (la liste de ces substances sera mise en annexe XIV du règlement d'ici un an).
Tous les documents détenus par l'Agence européenne des produits chimiques doivent théoriquement pouvoir être communiqués, mais en réalité de nombreuses exemptions sont déjà prévues, dont pour respecter la confidentialité de données jugées sensibles (secret de fabrication..). Ainsi la composition complète d'une préparation ; voire parfois l'utilisation, la fonction ou l'application précise d'une substance ou d'une préparation ainsi que des informations précises sur l'utilisation en tant qu'intermédiaire ; la quantité exacte de la substance ou de la préparation fabriquée ou vendue ; ou les liens existants entre un fabricant ou un importateur et ses distributeurs ou ses utilisateurs pourront être cachés. Le producteur doit justifier pourquoi il juge nécessaire de cacher certaines informations. L'Agence peut néanmoins les publier si une action urgente est nécessaire (sécurité, santé ou protection de l'environnement).
Conformément à la convention d'Aarhus ratifiée par l'UE (et la France), l'article 77-2-e du règlement prévoit que le secrétariat de l'Agence européenne des produits chimiques mette en place et tienne à jour des bases de données (gratuite sur Internet, pour une partie des informations, sauf en cas de demande satisfaite de confidentialité) sur les substances enregistrées, les classifications et des étiquetages, et leur liste harmonisée.

### Brexit
Depuis le 1er janvier 2021, en raison de la sortie du Royaume-Uni de l'Union européenne, les fabricants britanniques ne sont plus soumis à la réglementation REACH, sauf en Irlande du Nord.

## Exemptions
(septembre 2016).
- REACH n’est pas applicable :
  - aux substances radioactives (directive 96/29 Euratom) ;
  - aux substances soumises à un contrôle douanier, en dépôt temporaire, en zone franche ou en entrepôt franc en vue de leur réexportation, ou en transit ;
  - au transport de substances dangereuses telles quelles ou contenues dans des préparations dangereuses (tous modes).

- Exemptions spécifiques aux différents processus (enregistrement, évaluation, autorisation et restrictions).

- Les déchets (dir. 75/442 et modifications) ne sont pas considérés comme des substances, des préparations ou des articles au sens de l’art 3 (définitions) REACH.

- Exemptions possibles par les États membres si nécessaires aux intérêts de la défense.

## Différents statuts
Le règlement définit trois statuts différents vis-à-vis des obligations envers l'Agence européenne des produits chimiques (rem pour l'utilisateur ou importateur : les obligations de REACH varient aussi selon la provenance géographique du produit ; selon qu'il est acheté au sein de l’Union Européenne [utilisateur en aval] ou hors de l’UE [importateur)]).

### Importateur
Un importateur est toute personne physique ou morale établie dans la Communauté européenne qui est responsable de l'importation (introduction physique sur le territoire douanier de la Communauté).

### Utilisateur en aval
Pour l'AEPC (2017), un « utilisateur en aval » est toute personne physique ou toute personne morale établie dans la Communauté européenne, autre que le fabricant ou l'importateur, qui  utilise une substance, telle quelle ou contenue dans une préparation, dans l'exercice de ses activités  industrielles ou professionnelles. Un distributeur ou un consommateur n'est pas un utilisateur en aval. 
Un réimportateur exempté en vertu de l’article 2, paragraphe 7, point c), du règlement REACH est considéré comme un utilisateur en aval .

### Fabricant
Un fabricant est toute personne physique ou morale établie dans la Communauté qui fabrique (produit ou extrait des substances à l’état naturel) une substance dans la Communauté.

## Transposition et application

### France
3 000 à 5 000 entreprises françaises sont concernées. Beaucoup ont pris du retard dans le pré-enregistrement (1er décembre 2008 au soir, dernière limite). En novembre 2008, le portail Reach-IT–plus était presque saturé (plus de 9 000 connexions/jour) par les industriels qui se sont inscrits tardivement, forçant l’Agence européenne des produits chimiques (AEPC) à préparer un formulaire web de secours donnant droit - en cas de blocage du serveur - à un accusé-réception (La date de soumission du dossier est celle qui fait foi et non celle  du numéro de pré-enregistrement).
Le portail informatique Reach-IT de l'AEPC avait reçu l’inscription de 3 334 entreprises (au 24 novembre 2008, soit 9,5 % du total des entreprises européennes inscrites), pour 20 000 substances déclarées par des industriels français à la date de mi-octobre 2008 et plus de 107 000 un mois plus tard (6,7 % du nombre total de 1,6 million de substances déposées en Europe).
L'Europe a prévu des forums pour chaque produit, où les entreprises qui les ont pré-enregistré pourront échanger leurs informations et entamer, de 2010 à 2018, après autorisation, des études complémentaires en partageant les coûts,.
Sanctions en cas de non-pré-enregistrement : Après la date-butoir, toute substance chimique sans numéro de pré-enregistrement sera interdite de mise sur le marché européen tant que le producteur et/ou l’importateur ne l’aura pas fait enregistrer (ce qui implique une interruption minimum d’activité de 6 mois en Europe). 
Un projet d’ordonnance sera soumis au Conseil d'État fin 2008, avec des sanctions (mise en demeure, arrêt d’activité, et jusqu’à deux ans d’emprisonnement et 375 000 euros d’amende).
Un Avis aux opérateurs économiques a été publiée en juin 2011, avec un avis sur l'interprétation du seuil de 0,1 %.

## Mise en œuvre

### Échéances
Depuis le 1er juin 2018, les substances chimiques produites, importées ou commercialisées à raison de plus d'une tonne par an doivent être enregistrés sur le site de l'ECHA.
Des forums d’échange d’information sur les substances (FEIS) ont lieu depuis janvier 2009. Ces forums ont pour rôle de réunir tous les fabricants et importateurs (obligatoire) ainsi que les utilisateurs aval (facultatif) concernés par une même et unique substance. Ils pourront ainsi échanger les informations qu'ils ont déjà en leur possession et devront choisir une entreprise responsable de faire les tests nécessaires pour compléter les dossiers.

### Dossier d'enregistrement
Le dossier d'enregistrement est composé de deux parties :
- le dossier technique ;
- un Rapport sur la Sécurité Chimique (RSC) pour certaines substances.

#### Dossier technique
Le dossier technique doit comporter les informations suivantes :
- Identité du fabricant/importateur ⇒ déclarant
- Identité de la substance
- Information sur la fabrication, les utilisations identifiées (y.c les usages déconseillés) ; en option : les catégories d’utilisation et d’exposition
- Classification/étiquetage
- Conseils d'utilisation
- Résumés d’étude (Annexes VII-X)
- Résumés d’études consistants (Annexes VII-X si l’annexe I le prescrit)
- Certaines informations examinées par un évaluateur choisi par le F/I (expérience appropriée)
- Proposition(s) d'essais si ceux-ci sont énumérés dans les annexes IX-X (S > 100 t/an)
- Pour les S < 10 t/an : informations concernant l’exposition (annexe VI section 6)
- Demande de protection de certaines données (article 118) vis-à-vis de la publication sur Internet (plus justification)

#### Rapport sur la sécurité chimique
Le rapport sur la sécurité chimique concerne les substances produites à plus de dix tonnes par an. C'est une évaluation de la Sécurité Chimique qui jauge :
- les dangers pour la santé humaine ;
- les dangers physico-chimiques vis-à-vis de la santé humaine ;
- les dangers pour l'environnement ;
- l'évaluation PBT et vPvB,

et pour les substances répondant aux critères de classification CMR catégorie 1&2 et PBT/vPvB, elle est composée également de :
- l'évaluation de l'exposition (Scénario d’Exposition) ;
- la caractérisation du risque pour l'ensemble des usages identifiés.

### Autorisation
La procédure d’autorisation vise à interdire l’utilisation des substances extrêmement préoccupantes (SVHC), c'est-à-dire particulièrement dangereuses, afin de leur substituer des alternatives techniquement et économiquement viables.
La procédure d'autorisation est plus amplement développée dans l'article Autorisation REACh.

## Critiques
Ce programme européen est critiqué pour autoriser des substances pour lesquelles les dangers sont avérés : cancérigènes, mutagènes et toxiques pour la reproduction. Les écologistes en demandaient l'interdiction immédiate. Les industriels ont obtenu le droit de continuer à les utiliser s'ils démontrent qu'ils ne savent pas les remplacer, qu'ils gèrent le risque, et qu'ils étudient la conception de substituts. Pour Gérard Onesta, qui a suivi le dossier en tant que vice-président du Parlement européen, « d'un dossier environnemental et sanitaire, REACH est devenu un dossier industriel. On est clairement passé de la volonté de protéger la santé et le cadre de vie à la sauvegarde des intérêts des industriels ».
Une autre critique porte sur le fait que des cocktails de produits chimiques non toxiques peuvent être toxiques (synergies positives) ou que certains produits peuvent potentialiser l'effet d'autres produits. Les synergies (même pour des produits à très faible dose) semblent pouvoir expliquer certains phénomènes comme la délétion de la spermatogenèse, la forte croissance de certains cancers (sein, prostate, testicules..) ou des phénomènes de féminisation ou d'intersexe dans la nature.
REACH se trouve également accusé de provoquer une augmentation significative du nombre de tests sur les animaux. Ces tests, reposant sur des méthodes des années 1970, sont d'ailleurs critiqués par des scientifiques comme inadaptés car considérant que « c'est la quantité de la dose qui fait le poison et non pas la durée d'exposition ».
Le 21 juin 2013, la Commission européenne a lancé une consultation, ouverte à tous jusqu'au 13 septembre 2013, sur les modifications des annexes de REACH afin de clarifier la procédure d'enregistrement des nanomatériaux dans les dossiers d'enregistrement.
Le 21 mai 2019, la fédération allemande pour l'environnement et la protection de la nature (Bund) révèle en utilisant les données fournies par l'agence fédérale de l'environnement allemande comme par l'Agence européenne des produits chimiques que 654 entreprises opérant en Europe ne respectent pas, entre 2014 et 2019, le protocole européen d'enregistrement, évaluation et autorisation des produits chimiques, censé protéger la santé et l'environnement des Européens. Ces entreprises emploient massivement des substances de synthèse interdites et potentiellement dangereuses,,.

## Sources

#### Droit dérivé
- Règlement  1907/2006  concernant l'enregistrement, l'évaluation et l'autorisation des substances chimiques, ainsi que les restrictions applicables à ces substances (REACH), instituant une agence européenne des produits chimiques, modifiant la directive 1999/45/CE et abrogeant le règlement (CEE) n)  793/93 du Conseil et le règlement (CE) n)  1488/94 de la Commission ainsi que la directive 76/769/CEE du Conseil et les directives 91/155/CEE, 93/67/CEE, 93/105/CE et 2000/21/CE de la Commission, 32006R1907, adopté le 18 décembre 2006, JO du 30 décembre 2006, p. 1-849, entré en vigueur le 1er juin 2007  [consulter en ligne, notice bibliographique]
- Directive  67/548/CEE du Conseil concernant le rapprochement des dispositions législatives, réglementaires et administratives relatives à la classification, l'emballage et l'étiquetage des substances dangereuses, 31967L0548, adoptée le 27 juin 1967, JO du 16 août 1967, p. 1-98, entrée en vigueur le 29 juin 1967, abrogée le 31 mai 2015 par 32008R1272 [consulter en ligne, notice bibliographique]
- Directive  76/769/CEE du Conseil concernant le rapprochement des dispositions législatives, réglementaires et administratives des États membres relatives à la limitation de la mise sur le marché et de l'emploi de certaines substances et préparations dangereuses, 31976L0769, adoptée le 27 juillet 1976, JO du 27 septembre 1976, p. 201-203, entrée en vigueur le 3 août 1976, abrogée le 31 mai 2009 par 32006R1907 [consulter en ligne, notice bibliographique]
- Directive  88/379/CEE du Conseil concernant le rapprochement des dispositions législatives, réglementaires et administratives des États membres relatives à la classification, à l'emballage et à l'étiquetage des préparations dangereuses, 31988L0379, adoptée le 7 juin 1988, JO du 16 juillet 1988, p. 14-30, entrée en vigueur le 22 juin 1988, abrogée le 31 décembre 1998 par 399L0045 [[eur-lex.europa.eu/legal-content/FR/TXT/PDF/?uri=CELEX:31988L0379&qid=1474966624587&from=FR consulter en ligne], notice bibliographique]
- Règlement  793/93 du Conseil concernant l'évaluation et le contrôle des risques présentés par les substances existantes, 31993R0793, adopté le 23 mars 1993, JO du 5 avril 1993, p. 1-75, entré en vigueur le 4 juin 1993, abrogé le 31 mai 2008 par 32006R1907 [consulter en ligne, notice bibliographique]
- Directive  1999/45/CE du Parlement européen et du Conseil concernant le rapprochement des dispositions législatives, réglementaires et administratives des États membres relatives à la classification, à l'emballage et à l'étiquetage des préparations dangereuses, 31999L0045, adoptée le 31 mai 1999, JO du 30 juillet 1999, p. 1-68, entrée en vigueur le 1er janvier 1999, abrogée le 31 mai 2015 par 32008R1272 [consulter en ligne, notice bibliographique]

#### Ouvrages et articles
- Ludovic Bu, Reach, la bataille des lobbies, 13 juin 2006 (lire en ligne)
- Claire Weill, « Proposition de règlement européen des produits chimiques : REACH, enjeux et perspectives », Analyses, Institut du développement durable et des relations internationales, no 6,‎ 2005 (lire en ligne)

## Compléments

### Guides (aide et conseil pour respecter REACh
- Reach Office, site en français de la DRIRE Aquitaine, UIC Aquitaine
- REACH : Service National d'Assistance Réglementaire (Helpdesk français)
- Navigator ; outil numérique de l’AEPC, qui aide l'entreprise, pas à pas, à identifier ses obligations vis à vis de REACH, pour chaque étape de l' «Enregistrement ».
- Guides simplifiés , et liste de guides (ECHA)
- « REACH, enregistrement, évaluation et autorisation des substances chimiques : 30 réponses pour être conforme à la réglementation », (juin 2008) créé par « Entreprise Europe – CRCI de Basse Normandie » avec les Helpdesks français et luxembourgeois de REACh.